# Синав и Трувор
«Синав и Трувор» — трагедия русского писателя Александра Сумарокова, впервые поставленная на сцене в 1750 году и опубликованная в 1751 году (вторая редакция увидела свет в 1768). Включена в третий том полного собрания сочинений Сумарокова, опубликованного в 1781—1782 годах. Стала одной из первых трагедий в русской литературе. Пьеса написана в соответствии с канонами европейского классицизма: в ней соблюдается правило трёх единств, интрига связана с противоречиями между долгом и чувствами. При этом, в отличие от европейских образцов, сюжет трагедии основан на материале из национальной истории.
«Синав и Трувор» получили определённую известность в Европе. В 1751 году увидел свет прозаический перевод трагедии на французский язык, в 1755 — поэтический перевод на немецкий. Благодаря этому в 1756 году Сумароков был избран почётным членом Лейпцигского литературного общества.